# Drosen (Löbichau)
Drosen ist ein Ortsteil der Gemeinde Löbichau im Landkreis Altenburger Land in Thüringen.

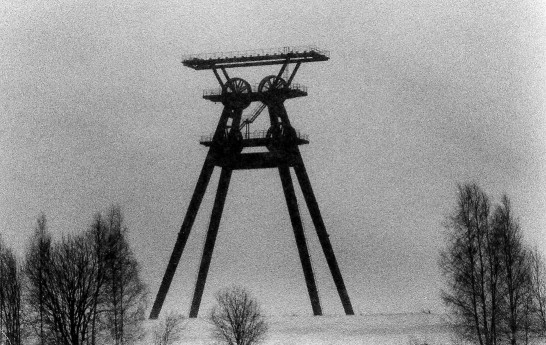
Schacht 403 des Wismut-Bergbaubetriebes Drosen

## Lage
Drosen liegt im Landschaftsschutzgebiet Sprottetal, etwa zwei Kilometer nördlich des Hauptortes Löbichau und etwa 12 Kilometer (Luftlinie) südwestlich der Kreisstadt Altenburg. Der Ort liegt am Mittellauf der Großensteiner Sprotte. Die geographische Höhe des Ortes beträgt 243 m ü. NN. Drosen liegt im Ronneburger Acker- und Bergbaugebiet. Unmittelbar südlich grenzt der Ort an den ehemaligen Bergbaubetrieb Drosen der SDAG Wismut (u. a. Schacht 403), der bis heute an dem markanten Fördergerüst zu erkennen ist.

## Geschichte
Am 24. September 1140 wurde das Dorf erstmals urkundlich erwähnt. Man geht davon aus, der Ortsteil sei die älteste Ansiedlung im Umland. 1583 wohnten 120 Einwohner im Ort. Zehn Bauern bewirtschafteten die Gemarkung von 344 Hektar. 1885 standen 18 Wohnungen den Bürgern zur Verfügung und acht Bauern bewirtschafteten die Ackerflächen.
Drosen gehörte zum wettinischen Amt Altenburg, welches ab dem 16. Jahrhundert aufgrund mehrerer Teilungen im Lauf seines Bestehens unter der Hoheit folgender Ernestinischer Herzogtümer stand: Herzogtum Sachsen (1554 bis 1572), Herzogtum Sachsen-Weimar (1572 bis 1603), Herzogtum Sachsen-Altenburg (1603 bis 1672), Herzogtum Sachsen-Gotha-Altenburg (1672 bis 1826). Bei der Neuordnung der Ernestinischen Herzogtümer im Jahr 1826 kam der Ort wiederum zum Herzogtum Sachsen-Altenburg.
Nach der Verwaltungsreform im Herzogtum gehörte Drosen bezüglich der Verwaltung zum Ostkreis (bis 1900) bzw. zum Landratsamt Ronneburg (ab 1900). Das Dorf gehörte ab 1918 zum Freistaat Sachsen-Altenburg, der 1920 im Land Thüringen aufging. 1922 kam es zum Landkreis Gera.
Am 1. April 1937 wurde Ingramsdorf nach Drosen eingemeindet, welches wiederum seit dem 3. August 1961 zu Löbichau gehört. Bei der zweiten Kreisreform in der DDR wurden 1952 die bestehenden Länder aufgelöst und die Landkreise neu zugeschnitten. Somit kam Drosen mit dem Kreis Schmölln an den Bezirk Leipzig, der seit 1990 als Landkreis Schmölln zu Thüringen gehörte und bei der thüringischen Kreisreform 1994 im Landkreis Altenburger Land aufging.
1955 gründeten die Bauern eine LPG. Unmittelbar südlich grenzt der Ort an das ehemalige Bergwerk der Wismut AG Schacht Drosen. Seit 1974 wurde in der „Lagerstätte Drosen“ in mehreren Schächten durch die SDAG Wismut Uranerz abgebaut. Zeuge ist bis heute das Fördergerüst des im Juni 1976 abgeteuften Schachts 403 südlich von Ingramsdorf. Nach der Stilllegung des Uranbergbaus im Jahr 1991 erfolgte die Sanierung des Areals. Dabei verschwand die Halde Drosen durch Umlagerung des Materials auf die Halde Beerwalde.

## Verkehr
Drosen liegt an der stillgelegten Bahnstrecke Beerwalde–Drosen, die inzwischen vollständig abgebrochen wurde. Der „Güterbahnhof Drosen“ bei der „Erzverladestelle Drosen“ südlich des Orts war als Endpunkt der Bahnstrecke zwischen 1984 und 1994 für den Abtransport des Uranerzes zuständig. Bis 1991 verkehrten hier auch Schichtarbeiterzüge der Wismut-Werkbahn von Gera Hauptbahnhof über Beerwalde bis zum Güterbahnhof Drosen.